# Cerebratulus larseni
Cerebratulus larseni är en djurart som tillhör fylumet slemmaskar, och som beskrevs av Wheeler 1934. Cerebratulus larseni ingår i släktet fläsknemertiner, och familjen Cerebratulidae. Inga underarter finns listade i Catalogue of Life.